# Claude Dambreville
Claude Dambreville (17 décembre 1934 - 15 mars 2021) était un écrivain et peintre haïtien. Il a remporté le prix littéraire annuel Henri Deschamps pour son roman, Un goût de Fiel.

## Biographie
Claude Dambreville est né à Port-au-Prince, Haïti, le 17 décembre 1934. Dès son plus jeune âge, il commence à écrire et à dessiner. Son premier emploi consistait à diriger une station de radio locale et, pendant son temps libre, il soumettait des articles humoristiques et des bandes dessinées à un journal hebdomadaire haïtien. En 1968, il s'inscrit au Centre d'Art de Port-au-Prince et commence à y suivre des cours. À la même époque, il suit des cours par correspondance à l'école ABC de Paris, puis s'inscrit à L'Atelier, une école haïtienne fondée par l'artiste Nehemy Jean. Pendant ses études, il a commencé à travailler à plein temps en tant qu'artiste. Alors qu'il étudie à L'Atelier en 1973, il rencontre et épouse la fille d'un de ses professeurs, Bettyna Savain. En 1981, il reçoit une bourse des États-Unis pour faire une tournée dans des écoles d'art et des musées afin d'y donner des conférences sur son travail et l'art haïtien.
Sa femme et lui déménagent en République dominicaine et ont vécu à Puerto Plata de 1999 à 2011. Ils ont ensuite déménagé à Miami, en Floride, avec leurs deux enfants, Vadim et Tao-Claude. Dambreville est décédé le 15 mars 2021, à l'âge de 86 ans.

## Romans
En 1983, il écrit son roman le plus important, Un goût de Fiel, et en 1995, il coécrit le livre, L'Amérique Saigne, avec Franck Etienne, qui devient un best-seller national en Haïti.

## Peinture
Claude Dambreville est surtout connu pour ses peintures de femmes haïtiennes au marché. Son style combine un blocage de couleurs 2D audacieux et minimaliste, avec une modélisation douce et brossée ainsi qu'une forte utilisation du clair obscure. Ses œuvres plus contemporaines se concentrent sur des portraits de femmes, d'enfants et de musiciens. Lorsqu'on lui demande comment il choisit ses sujets, il répond : « Je m'inspire de la vie populaire et rurale d'Haïti. À mon avis, c'est la seule façon de m'identifier comme peintre haïtien. » 

## Principales collections
- Centre d'Art, Port-au-Prince, Haïti
- Le Musée du Collège Saint-Pierre, Port-au-Prince, Haïti
- Galerie d'art Nader, Miami, Floride
- Galerie Jolicoeur, Havelock, Ontario
- Galerie Issa, Port-au-Prince, Haïti
- Galerie Medalia, New York, État de New York
- Centre des arts de Waterloo, Waterloo, Iowa